# Jungfrulin
Jungfrulin (Polygala vulgaris) är en flerårig ört i familjen jungfrulinsväxter.

## Beskrivning
Stjälken blir 5–35 cm hög, närmast marken förvedad.
Blommans kronblad blir 5–10 mm långa. Färgen varierar från blå till violett. Blomningstid maj–augusti. Som ett kuriosum har det konstaterats att tiden sammanfaller med skolornas sommarlov.
Fruktmognadstid juli–november. Frukten är en kapsel som innehåller två frön.
Jungfrulin är en hemikryptofyt. Detta innebär att de mogna fröhusen på hösten faller ned på marken och övervintrar. Efterföljande vår faller fröna ut och kan gro. 
Kromosomtal: 2n = 68.

### Underarter
- Polygala vulgaris ssp. alpestris (Rchb.) Rouy & Fouc. (= Polygala alpestris Rchb.) Finns endast i Alperna.
- Polygala vulgaris ssp. calliptera (Le Grand) Rouy & Fouc. (= Polygala vulgaris ssp. calliptera L.)
- Polygala vulgaris var. calliptera Le Grand (= Polygala vulgaris ssp. calliptera (Le Grand) Rouy & Fouc.)
- Polygala vulgaris ssp. comosa (Schkuhr) Čelak. (= Polygala comosa Schkuhr)
- Polygala nicaeensis ssp. caesalpini Bubani (Synonym Polygala vulgaris ssp. rosea )
- Polygala vulgaris ssp. nicaeensis (Koch) Rouy & Fouc. (= Polygala nicaeensis Koch)
- Polygala vulgaris ssp. vulgaris. Oftast blå blommor; sällsynt violetta. Synonym  Polygala vulgaris var. pseudoalpestris Garcke Vanligt jungfrulin
- Polygala vulgaris ssp. oxyptera (Rchb.) Schübl. & G.Martens. Oftast grönaktigt vita blommor, sällsynt violetta. Kalkgynnad. Spetsjungfrulin
- Polygala vulgaris ssp. collina (Rchb.) Borbás (Synonym Polygala vulgaris subsp. collina L.), Backjungfrulin

P.v. ssp. oxyptera och P.v. ssp. collina är varandra till utseendet nära lika.

## Habitat
Jungfrulin förekommer vild i större delen av Europa och vidare österut i Asien till Sibirien, Japan samt i Turkiet.
Växten är i Sverige vanlig i Götaland och södra delarna av Svealand.
På Hardangervidda når jungfrulin upp till 980 m ö h. I andra bergstrakter ända upp till 2 200 m ö h.

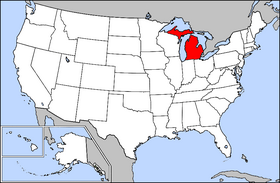
Michigan.

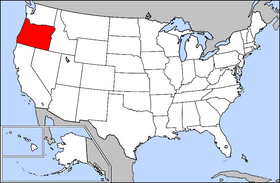
Oregon.

Saknas på Island; är ej ursprunglig i Nordamerika, men har introducerats i Michigan och Oregon.
I vissa delar av Tyskland är jungfrulin rödlistad. I Sverige livskraftig och reproducerande.

### Utbredningskartor
- Norden
- Norra halvklotet

## Biotop
Jungfrulin vill ha det soligt, och växer vanligen på torra ängsmarker, men förekommer också i öppen skogsmark. Vid havsstränder i sanddyner.
I Tyskland ej sällan längs vägkanter.

## Bygdemål

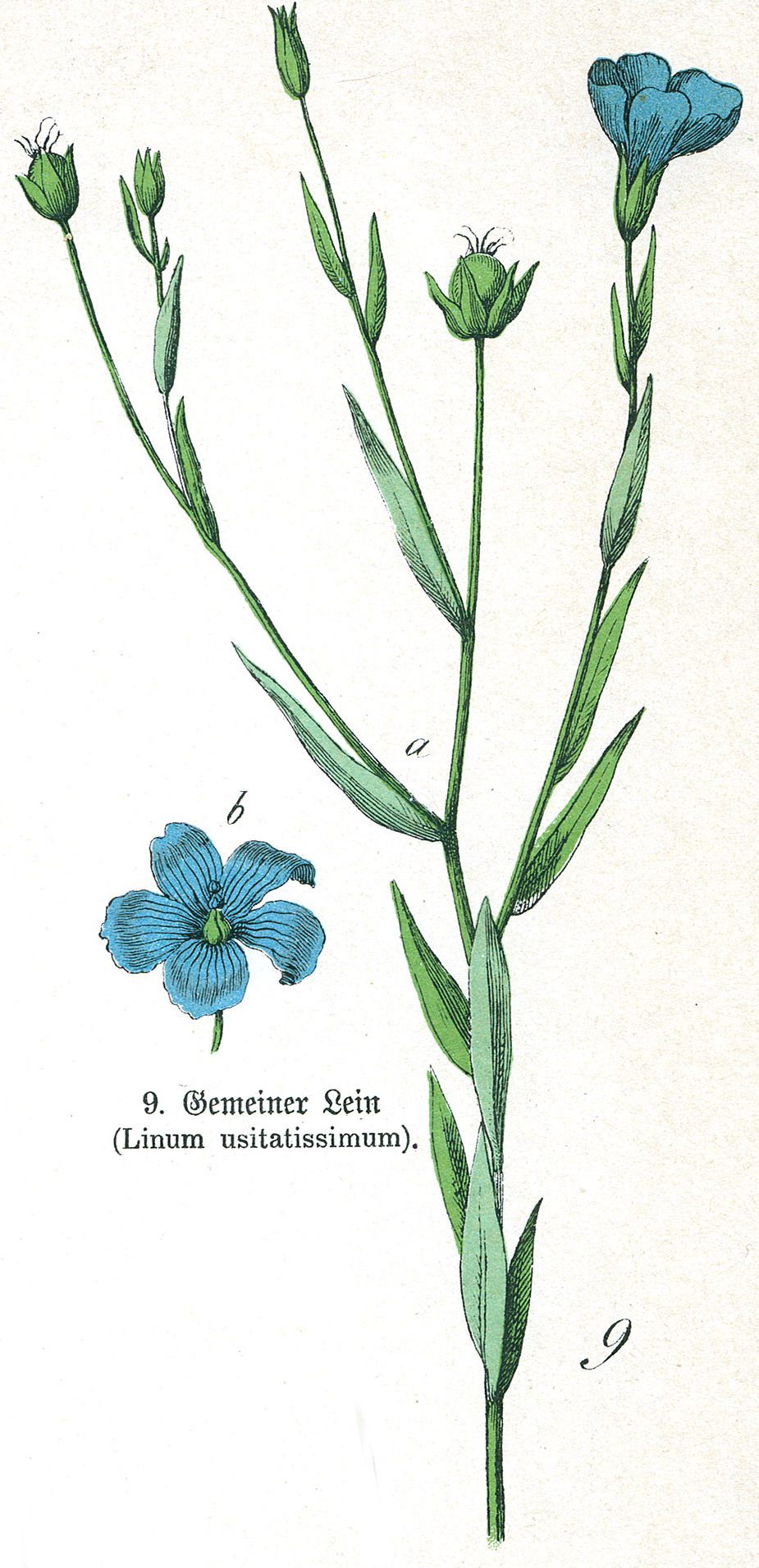
Lin.

| Namn                | Trakt   | Kommentar                                                            |
| ------------------- | ------- | -------------------------------------------------------------------- |
| Frejas hår          |         | Förkristen tid. Freja är en gudinna i nordisk mytologi.              |
| Jungfru Marie hår   |         | Ersatte Freja när Sverige kristnades på 1000-talet.                  |
| Jungfrulin          | Småland | Utseendet liknar lin, Linum usitatissimum, men inte släkt därmed.    |
| Jungfru Marie tonad | Småland | Tonad är i Småland ett samlingsnamn för spånadsväxter av flera slag. |
| Vårfrulin           | Småland | Sammandragning av Vår fru = Jungfru Maria                            |

## Etymologi
- Släktnamnet Polygala härleds från grekiska polys = mycket och gala = mjölk med anledning av att man förr trodde att om dessa arter gavs som foder till kreaturen, så befordrade det mjölkproduktionen. Ett extrakt på jungfrulin sades  öka mjölkproduktionen även hos ammande kvinnor.
- Artepitetet vulgaris betyder vanlig, av latin vulgus = hop, allmänhet.

Jungfru är en kortform för Jungfru Maria, Jesu moder, som även benämns Vår fru. Jungfrulin är alltså ett rent alternativ till vårfrulin.
Småländska tonad har med tova att göra, som betyder att valka.

## Bilder

För förstoring vänsterklicka på bilden. Upprepa för ökad förstoringsgrad
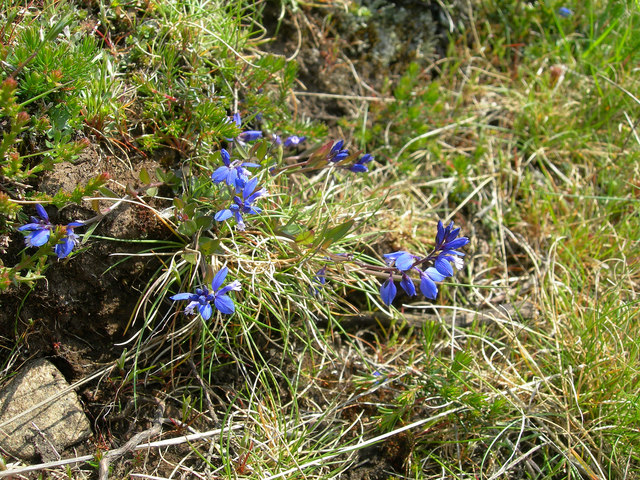
Blå färgvariant.
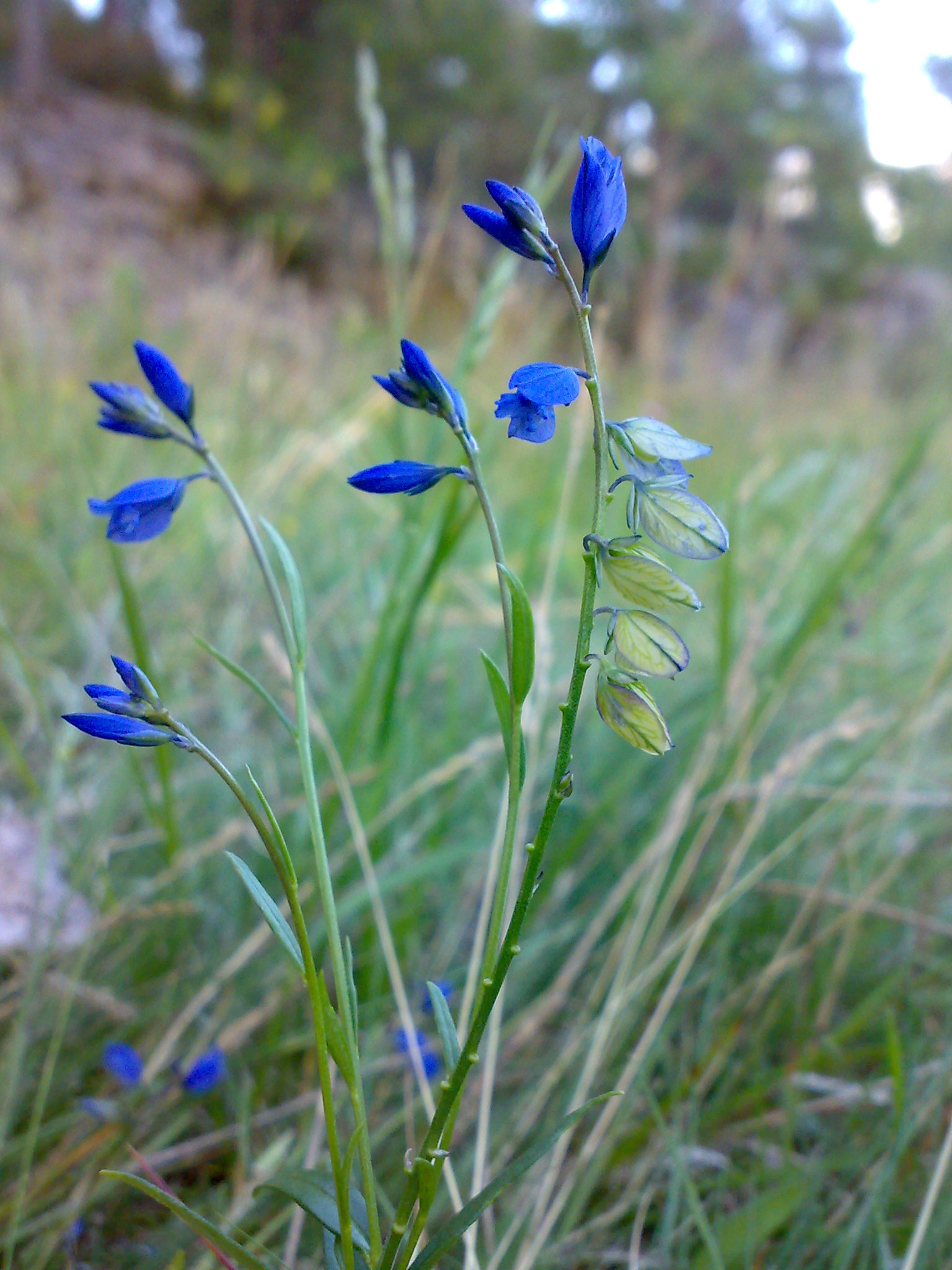
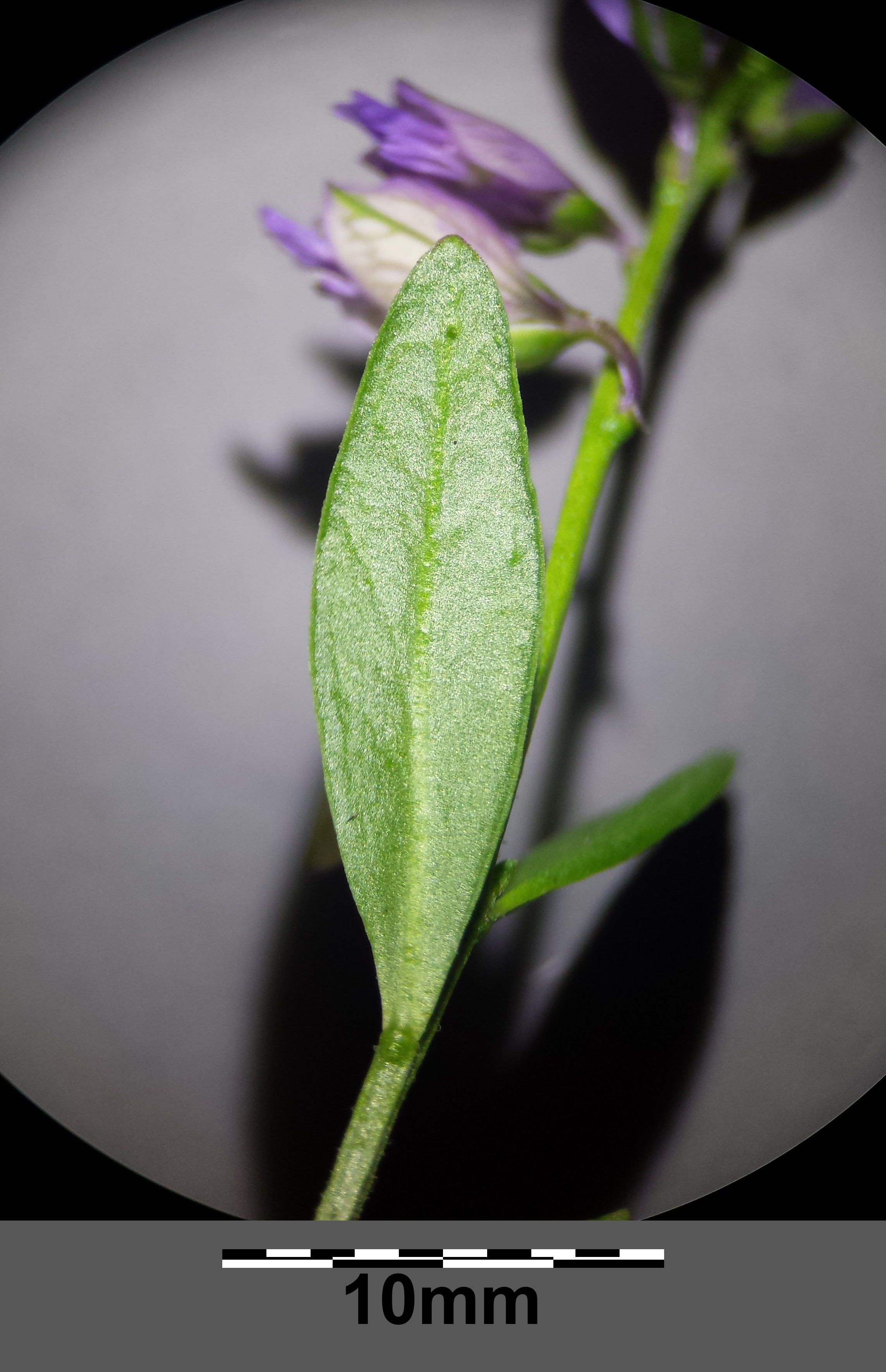
Blad sett från undersidan.
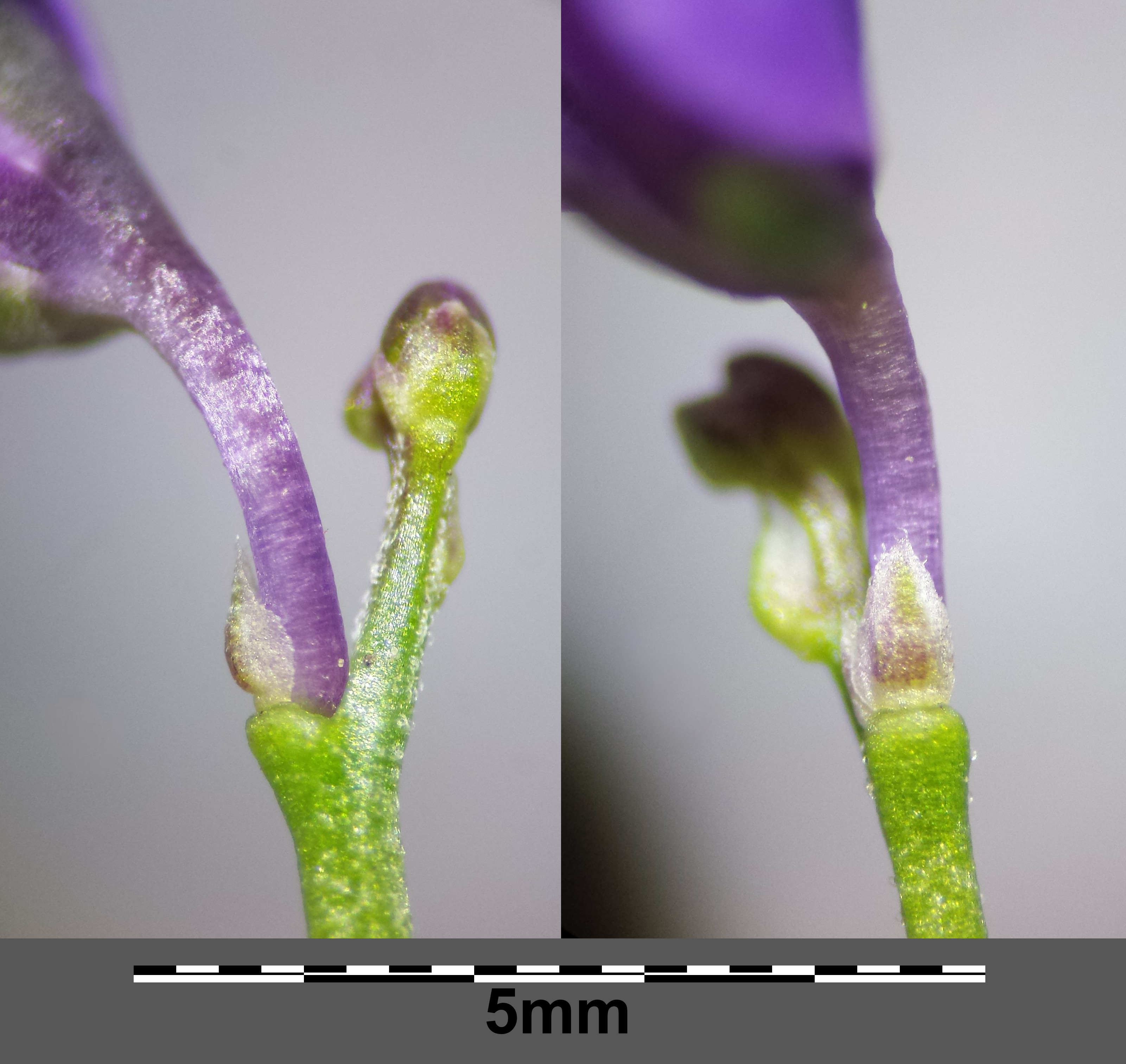
Skärmblad.
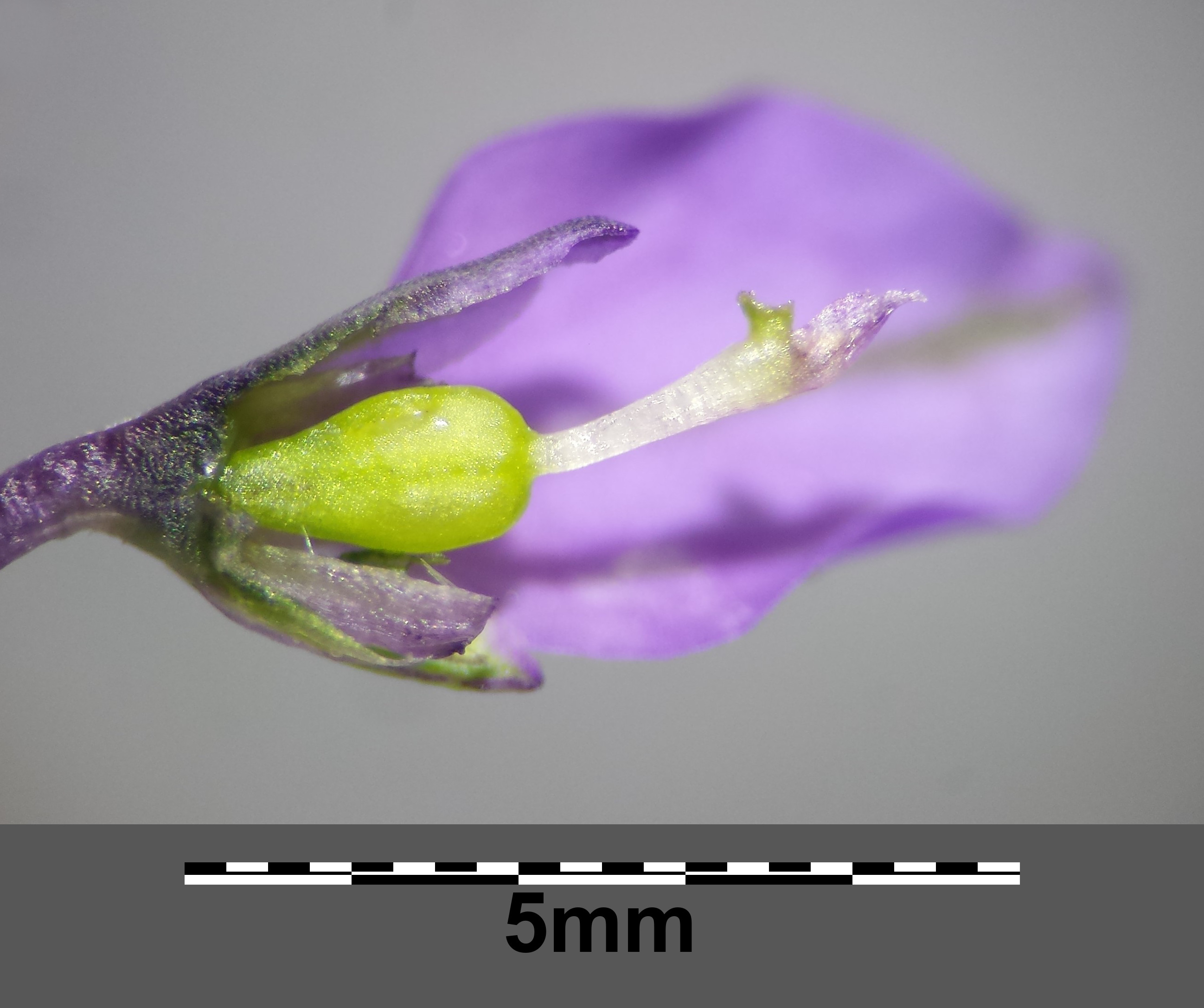
Fruktämne och pistill.
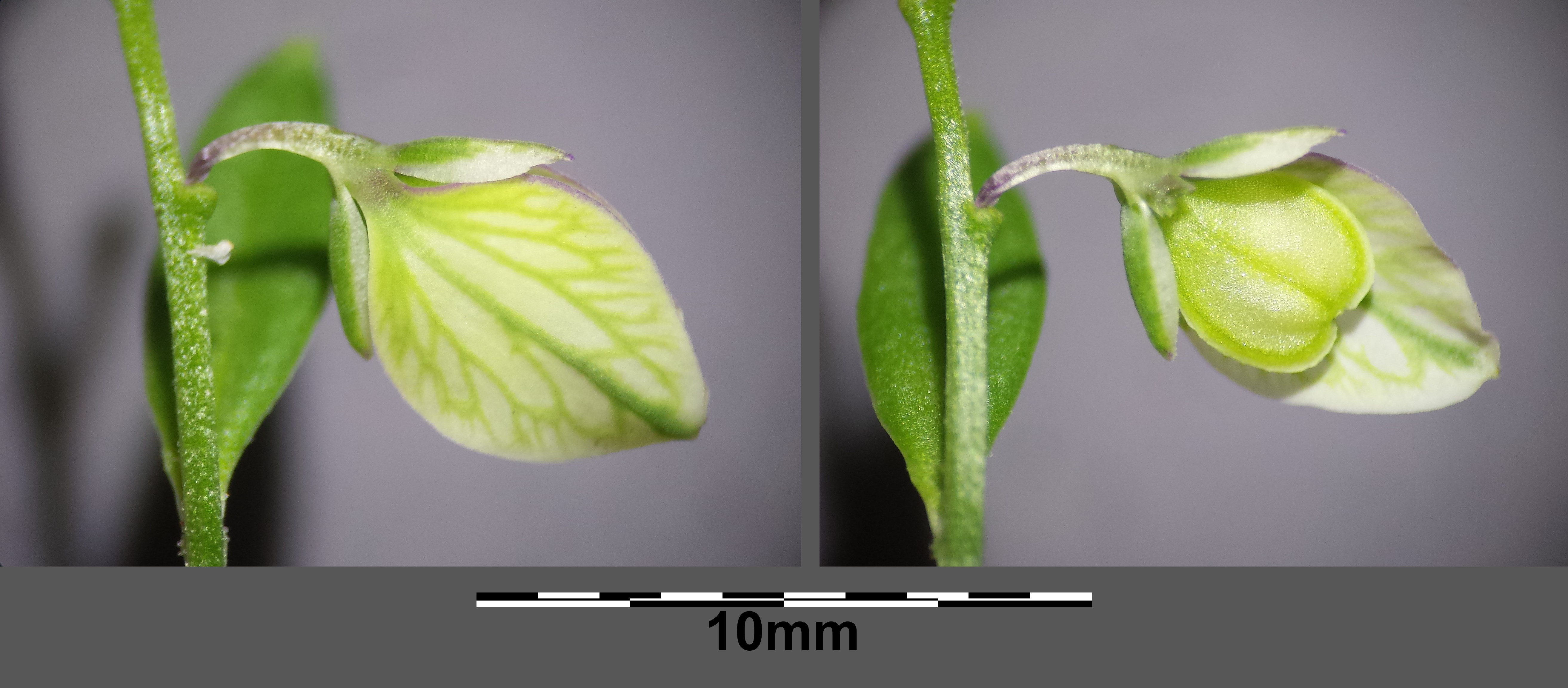
Frukt På den högra delbilden är ett foderblad avlägsnat.
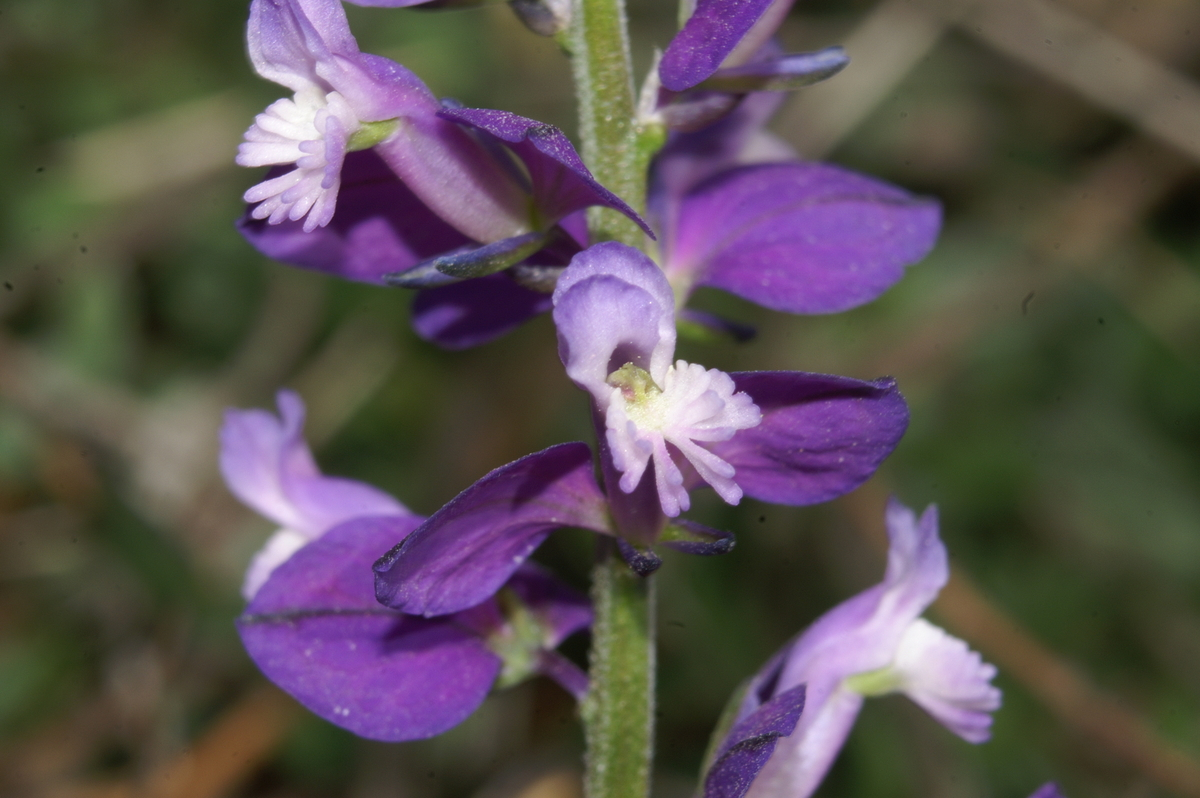
Polygala vulgaris
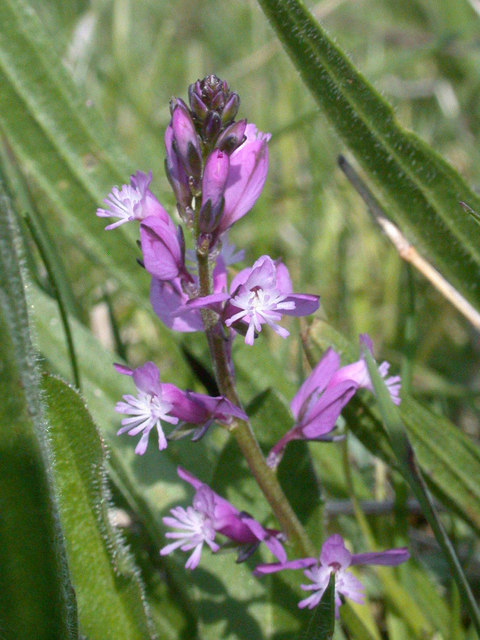
En ovanlig färgvariant.
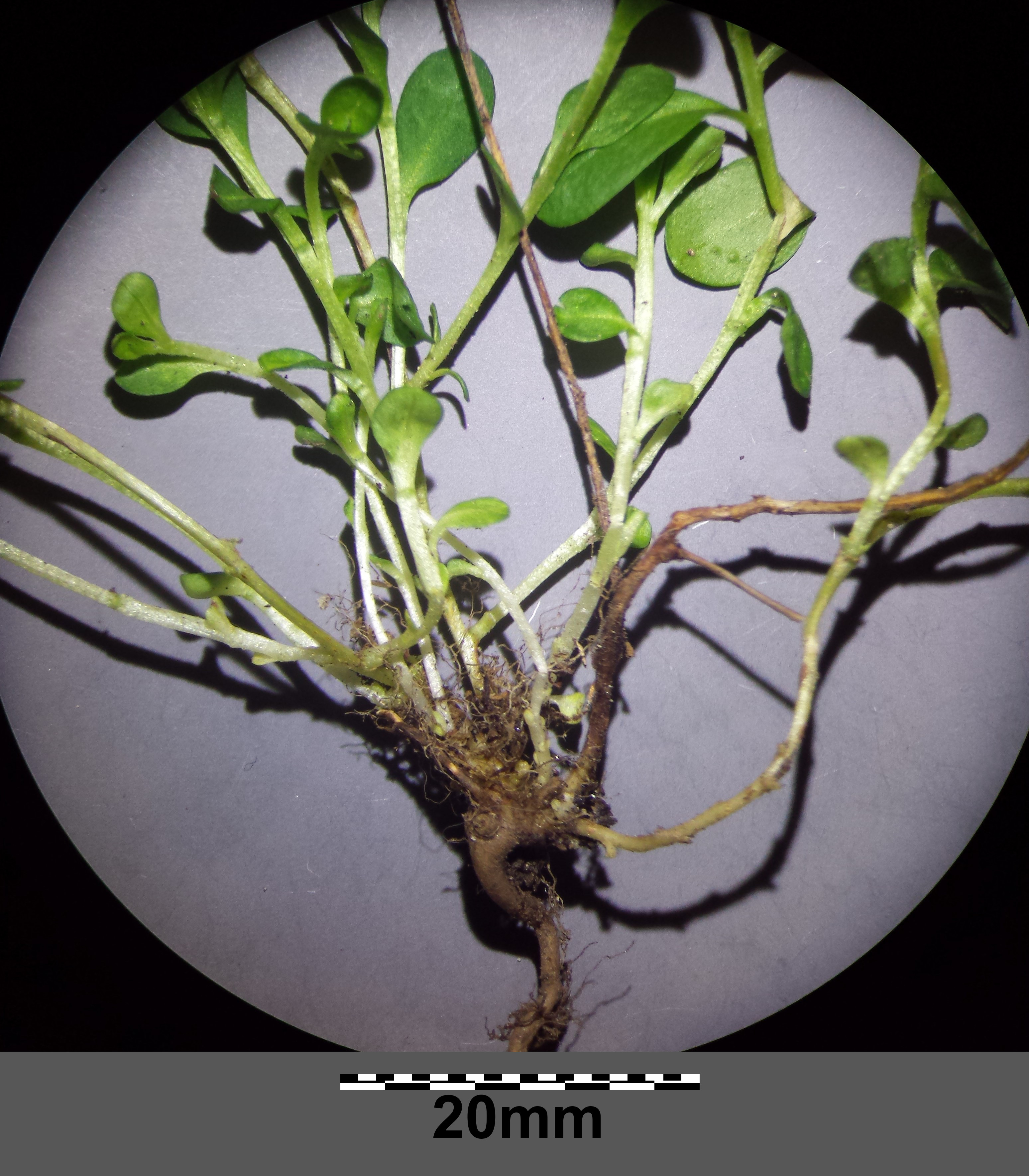
Polygala vulgaris ssp. vulgaris
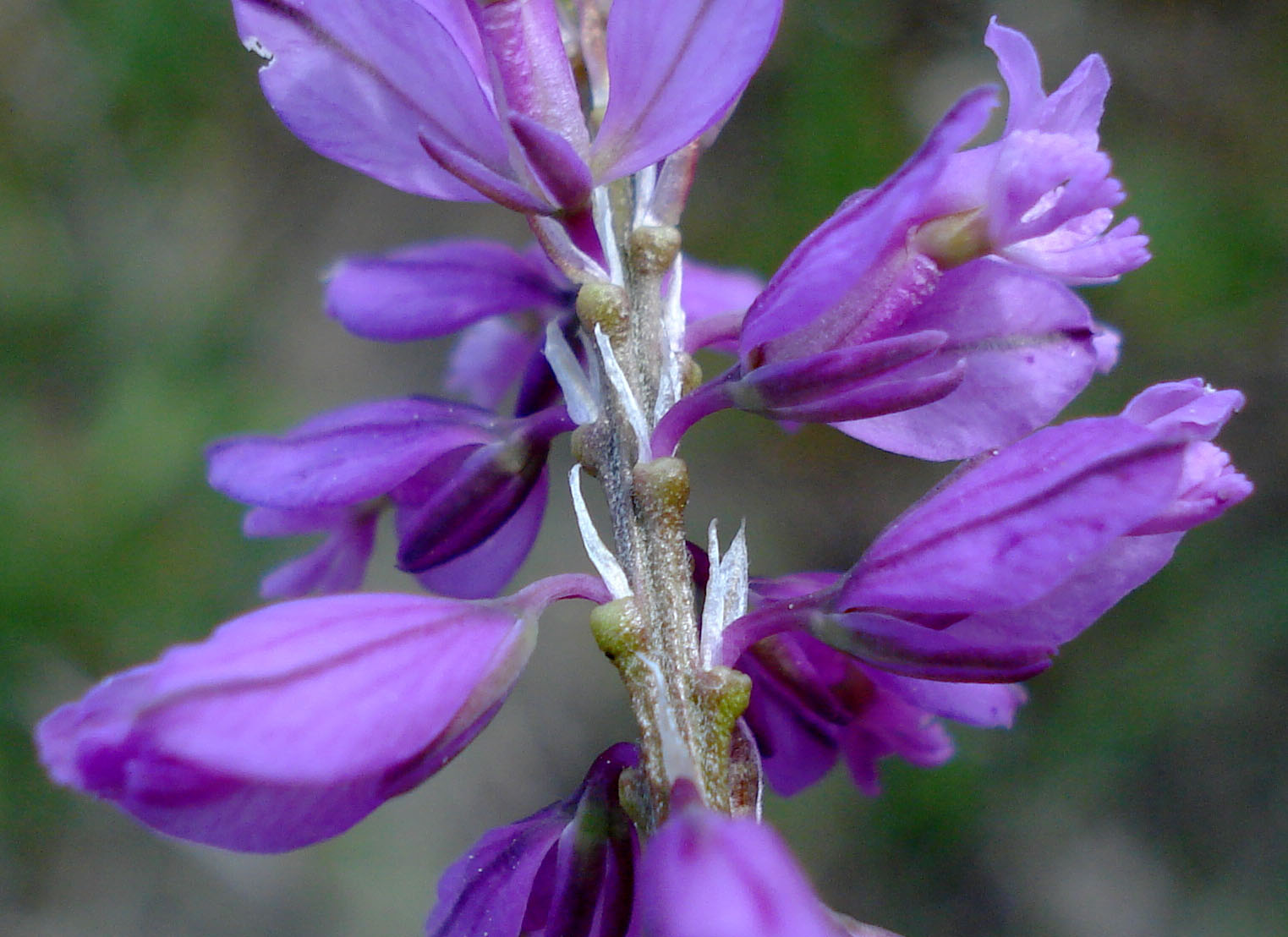
Polygala vulgaris ssp. vulgaris
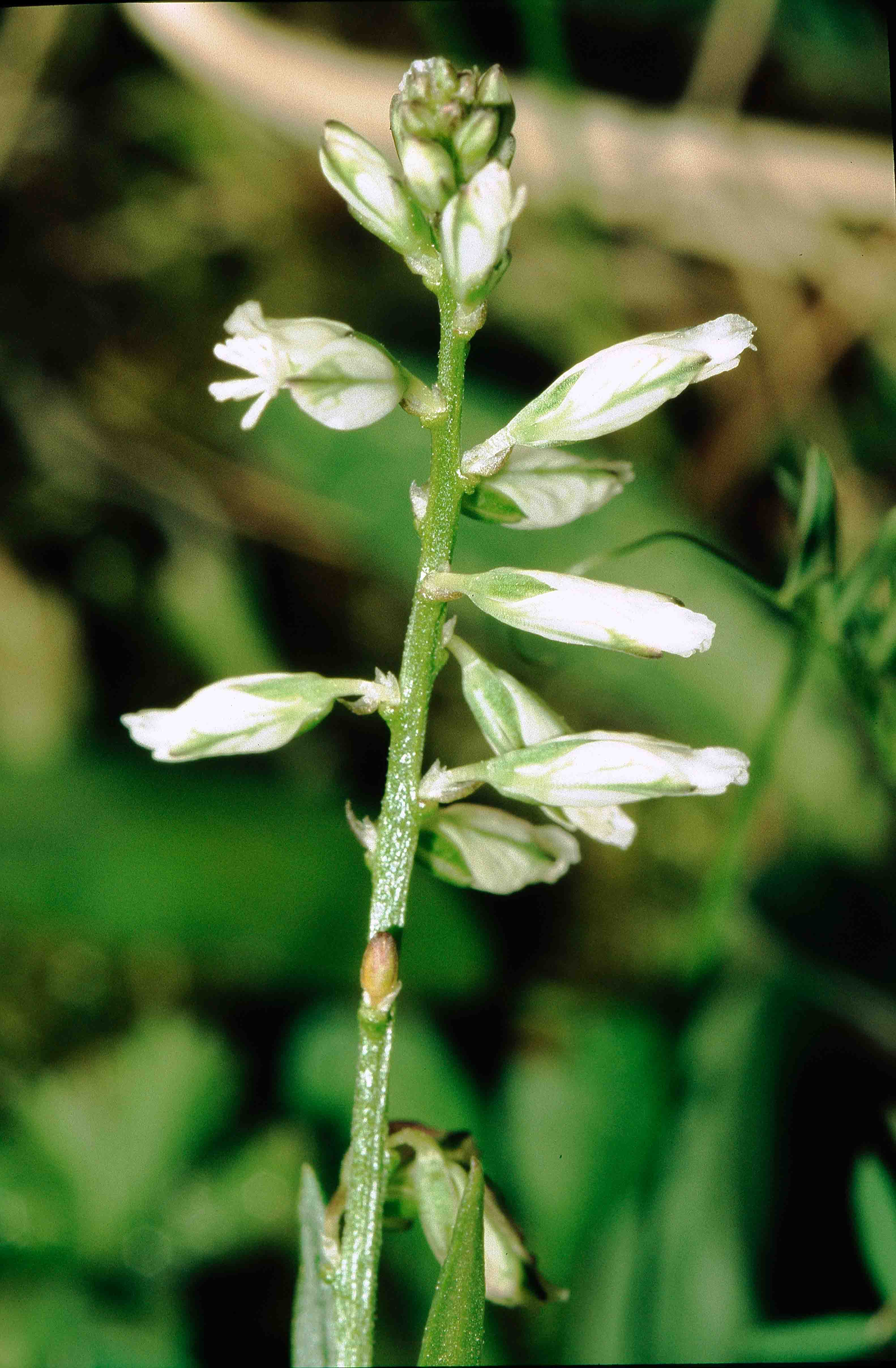
Polygala vulgaris ssp. oxyptera
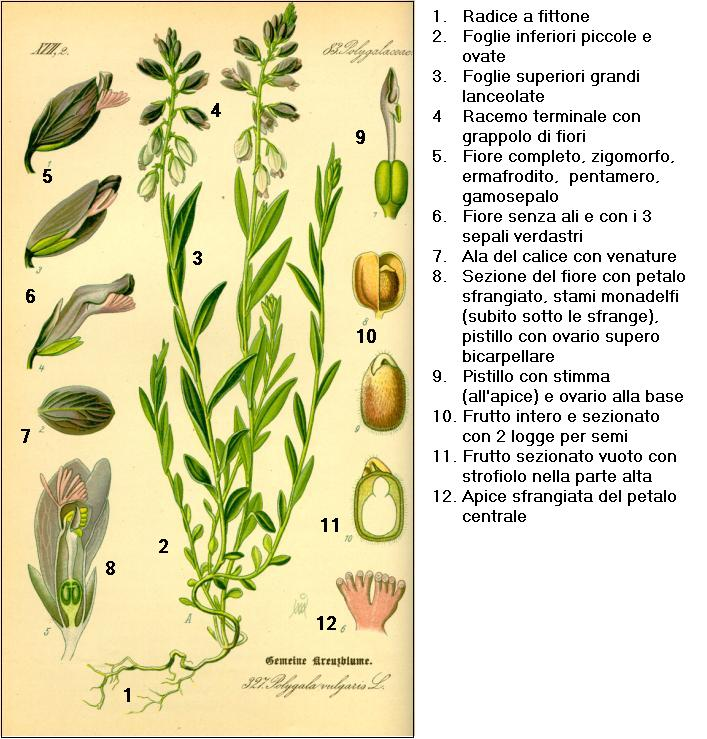
Otto Wilhelm Thomé: Flora von Deutschland, Österreich und der Schweiz, Gera 1885